# Étude des médecins britanniques sur le tabagisme

Taux de survie à partir de l'âge de 35 ans des non-fumeurs, fumeurs de cigarettes et ex-fumeurs ayant arrêté entre 25 et 34 ans.

Taux de survie à partir de l'âge de 40 ans des non-fumeurs, fumeurs de cigarettes et ex-fumeurs ayant arrêté entre 35 et 44 ans.

Taux de survie à partir de l'âge de 50 ans des non-fumeurs, fumeurs de cigarettes et ex-fumeurs ayant arrêté entre 45 et 54 ans.

Taux de survie à partir de l'âge de 60 ans des non-fumeurs, fumeurs de cigarettes et ex-fumeurs ayant arrêté entre 55 et 64 ans.

L'étude des médecins britanniques est une étude de cohorte menée de 1951 à 2001, qui a prouvé en 1956 de façon statistiquement convaincante que le tabagisme augmente le risque de cancer du poumon. Elle a également permis de quantifier la diminution d'espérance de vie induite par le tabagisme. Enfin, la relation entre l'âge de l'arrêt du tabagisme et l'espérance de vie a aussi pu être déterminée.

## Contexte
Bien qu'un lien entre le tabagisme et différentes maladies était suspecté, les preuves d'un tel lien étaient très sommaires. Fumer était présenté comme « sain », et il n'y avait pas d'explication convaincante de l'augmentation subite du taux de cancer du poumon.
Afin d'étudier un lien possible, le Conseil de la recherche médicale (MRC) charge son unité de recherche statistique de mener une étude prospective sur ce lien. Cette approche de la question médicale était relativement moderne : dans leur rapport préliminaire, les chercheurs trouvent nécessaire de donner une définition du terme prospectif.
Lorsqu'elle est publiée, en 1956, l'étude inaugurera un nouveau type de recherche scientifique, montrant le bien-fondé de l'épidémiologie et des statistiques médicales dans les questions de santé publique, et établissant un lien entre le tabagisme et plusieurs maladies graves.

## Étude
En octobre 1951, les chercheurs écrivent à tous les médecins enregistrés du Royaume-Uni, et obtiennent une réponse pour deux tiers d'entre eux, soit 40 701. Des cohortes supplémentaires ne sont pas recrutées. En raison de la faible taille de l’échantillon de médecins féminins, ceux-ci sont exclus de la plupart des analyses et les publications se concentrent sur les médecins masculins.
Les répondants sont divisés en fonction de leur décennie de naissance, leur sexe, le taux de mortalité lié à la cause de leur décès, ainsi que leur santé générale et leurs habitudes tabagiques. Un suivi est effectué, toujours via des questionnaires, en 1957, 1966, 1971, 1978, 1991, et enfin en 2001.

## Analyse statistique
Les taux de réponse étaient plutôt élevés, rendant possible une analyse statistique adéquate. Il a ainsi pu être déterminé que le cancer du poumon et l'infarctus du myocarde survenait nettement plus souvent chez les fumeurs.
Les rapports ultérieurs, publiés tous les dix ans (voir l'article de 2004 pour un résumé), permettront d'obtenir davantage d'informations.

### Conclusion
Une conclusion majeure de l'étude est que le tabagisme diminue l'espérance de vie de 10 ans, et que plus de 50 % des fumeurs meurent d'une maladie connue pour être liée au tabagisme. Cependant, ceux qui arrêtent de fumer à 60, 50, 40 ou 30 ans augmentent leur espérance de vie de, respectivement, environ 3, 6, 9 ou 10 ans. Les fumeurs ayant arrêté de fumer avant l'âge de 30 ans ont donc la même espérance de vie que les non-fumeurs.